# Klub hokeja na ledu Medveščak
Klub hokeja na ledu Medveščak Admiral (KHL Medveščak)  je hrvatski hokejski klub iz Zagreba. Klupski nadimak je Medv(j)edi, dok je navijački slogan Zig-zag, Med-veš-čak!

## Povijest

### 1961. – 2009.
KHL Medveščak osnovan je 1961. na prvom umjetnom klizalištu u Zagrebu. Tijekom te sezone 1961./62. ostvareni su i prvi kontakti s austrijskim hokejaškim klubovima, odigrane su dvije utakmice s ATSE Graz, a narednih godina nastavila se sportska suradnja i s drugim austrijskim klubovima.
Tijekom godina djelovanja igrači Medveščaka osvojili su niz istaknutih športskih priznanja. Druge polovine 1980-ih Medveščak je dobio sponzora, ondašnjeg uglednog građevinskog diva GRO Vladimir Gortan, te je nastupao kao Medveščak Gortan. Klub je tako osvojio tri naslova prvaka u jugoslavenskim državnim natjecanjima, a četiri puta osvojio je kup. Za tu zlatnu vezu hokeja i gospodarstva zaslužan je Zdenko Gradečki. Nakon osamostaljenja Hrvatske uslijedili su novi naslovi. Od 1995. do 2007. osvojio je 11 naslova državnog prvaka zaredom.
Najveći uspjesi Medveščaka na međunarodnom planu vezani su za kraj 80-ih godina kada je klub igrao u polufinalu Kupa prvaka dvije godine zaredom. Tada su za Medveščak igrali Dominik Lomovšek, Johnny Markovina, Dragutin Ljubić, Juraj Sinanović, Randsome Drčar, Boris Pajić, David Stojanović, Zvonko Tkalčec, Antun Ilijaš, Žarko Trumbetaš, Bojan Zajc, Darko Šuligoj, Vladimir Ščurjenko, Sergej Stolbun, Viktor Krutov, Andrew Pokupec, Gregory Cyr, Steve Gatzos, Alan Ilijaš, Blaž Lomovšek, Igor Zajec, Predrag Tišma, Dubravko Orlić, Krešimir Pavičić, Zoran Almer, Alen Franja, Vjačeslav Anisin, Hays, trener Anatolij Kostrjukov, između ostalih.

### Od 2009.
Nakon igranja nekoliko regionalnih turnira (Interlige, Panonske lige, Slohokej Lige) i dvije godine pregovora, KHL Medveščak 15. svibnja 2009. službeno je predstavljen kao punopravni član EBEL-a. Odmah potom vodstvo kluba krenulo je u sastavljanje momčadi za nove izazove te je tako do početka predsezone, odnosno, sezone u klub pristiglo preko dvadeset novih igrača. Klub je poradio i na stručnom kadru te je 1. kolovoza 2009. godine kao trener predstavljen Kanađanin Enio Sacilotto, a nešto prije njega radno mjesto direktora hokejskih operacija (glavni menadžer) preuzeo je američki trener Douglas Bradley koji je stigao iz Jesenica. Iako je nakon 25. kola imao osmo mjesto u ligi, potencijal momčadi nije dolazio do pravog izražaja pa 24. studenog 2009. godine Sacilotto dobiva otkaz te njegovo mjesto preuzima američki trener Ted Sator s iznimnim trenerskim iskustvom u američkom NHL-u (New York Rangers, Buffalo Sabres).

Sezona 2009./10. za KHL Medveščak bila je premijerna sezona u EBEL-u te je vodstvo kluba istaknulo  ciljeve – ulazak u doigravanje. Iako je projekt bio rizičan u začetku, sumnje su brzo uklonjenje profesionalnim odnosom igrača na terenu i fantastičnim odazivom publike, što je premašilo  očekivanja čelnih ljudi kluba.
Svoju prvu utakmicu u EBEL-u, ujedno i prvu domaću, KHL Medveščak odigrao je 11. rujna 2009. godine protiv starih rivala Jesenica. Pred 5.500 gledatelja koji su ispunili Ledenu dvoranu Doma sportova Medvjedi su, predvođeni kapetanom Alanom Letangom, nakon produžetaka uspjeli pobijediti. Prvi gol za Medveščak u EBEL-u upisao je Andy Sertich (gol s igračem manje), a pri tome su prve asistencije upisali Joel Prpic i Luka Žagar. Prvu utakmicu u gostima Medvjedi su odigrali u Linzu protiv Black Wingsa te ujedno upisali i prvu gostujuću pobjedu, ali tek nakon kaznenih udaraca.

Tijekom sezone klub je vršio manje, ali značajne promjene u igračkom kadru. Tako je novu momčad prvi napustio Jeff Corey,  a istu su pojačali Brad Smyth, Richard Seeley i Jeff Heerema. Pred sam kraj regularnog dijela sezone klub dovodi Kennyja MacAulayja kao odgovor na gubitak neizostavnog Robbyja Sandrocka zbog ozbiljne ozljede koljena. U isto vrijeme, zbog nediscipliniranog ponašanja, klub je raskinuo suradnju s Michaelom Novakom. Zadnje sezonsko pojačanje kluba bio je mladi hrvatski reprezentativac Dominik Kanaet.
Medvjedi su regularni dio sezone završili na osmom mjestu u konačnom ligaškom poretku s osvojenih 57 bodova i učinak 16-22-9-7. Nastup u doigravanju momčad je osigurala čak šest kola prije kraja regularnog dijela. T. J. Guidarelli sezonu je okončao kao najkorisniji klupski igrač i asistent prikupivši 49 bodova, pri čemu je upisao 39 asistencija. Najučinkovitiji strijelac bio je Mike Ouellette s 24 postignuta pogotka. U prvom krugu doigravanja, četvrtfinalu, Medvjedi su odmjerili snage s Graz 99ersima. Iako su u seriju ušli loše te čak i gubili 2 : 0, Medvjedi su na kraju preokrenuli i slavili s 4 : 2. U drugom krugu doigravanja, polufinalu, zaigrali su protiv najbogatijeg ligaškog kluba Red Bull Salzburga. Iako su se dostojno borili i na trenutke uspijevali parirati Medvjedi su upisali tek jednu pobjedu. Nakon pet odigranih utakmica, s rezultatom serije 1 : 4, Medveščak je završio cjelokupnu sezonu. Red Bull Salzburg je pobijedio u finalu i osvojio ligu. Guidarelli je još jednom bio prilično uspješan te je i doigravanje okončao kao najkorisniji klupski igrač i asistent upisavši 15 bodova, od toga 13 asistencija, u 11 odigranih utakmica. Najučinkovitiji strijelac opet je bio Ouellette koji je u istom broju utakmica upisao 7 pogodaka.
U sezonu 2010./11. KHL Medveščak ušao je s nekoliko promjena unutar igračkog kadra. Šest igrača napustilo je klub, ali najveći gubitak bio je odlazak Mikea Ouellettea. Unatoč svim nastojanjima kluba da zadrže jednog od najboljih igrača prethodne sezone, kanadski napadač odlučio je promijeniti sredinu te je prešao u DEL klub Kassel Huskies. Pet igrača pojačalo je klub, no najzvučnija pojačanja bila su Frank Banham i Jonathan Filewich.
29. ožujka 2013. Medveščak je predao službeni zahtjev za ulazak u drugu po snazi ligu na svijetu, KHL

## Razdoblje u KHL-u
Na jesen 2013. Medveščak se počeo natjecati u KHL-u. Medveščak je u svojoj debitantskoj sezoni ostvario ulazak u doigravanje (playoff). Medveščak je sa 6. plasmanom u svojoj konferenciji igrao s praškim Levom u prvom krugu doigravanja. Tu je poražen s 4:0 u utakmicama, a zadnja ligaška utakmica odigrana je u Ledenoj dvorani u Zagrebu 11. ožujka 2014.

## Povratak u EBEL i financijski problemi
Nakon četiri godine natjecanja u KHL-u, 2017. godine KHL Medveščak se vratio natjecanju u EBEL ligi. U toj ligi se natjecao nepune dvije sezone. Zbog potpunog financijskog kraha Medveščak je 2019. morao napustiti natjecanje u EBEL ligi, a u kolovozu iste godine je izbrisan iz registra udruga, čime je nakon 58 godina klub službeno prestao postojati. Ipak, nedugo zatim registriran je pod novim imenom, KHL Medveščak Mladi.

## Dvorana
Ledena dvorana Doma sportova bila je glavna i službena dvorana u kojoj je KHL Medveščak odigrava svoje domaće utakmice.

Klub ima na raspolaganju klizalište Zagrebačkog velesajma, klizalište Utrina te klizalište Šalata koje je ujedno prvi i pravi dom momčadi. Kao treći izbor nudi se i Arena Zagreb, ali taj prostor nema klizalište pa korištenje istog nameće i velike troškove za realizaciju ledene površine.

U sezoni 2009./10. klub je morao na dva dana odgoditi utakmicu predviđenu za 27. rujna 2009. godine zbog nedostupnosti dvorane. Ovaj problem se produbljuje i na sljedeću godinu kada se u Domu sportova održava godišnje tenisko natjecanje Zagreb Indoors, pa Medvjedi odigravaju dvije utakmice na klizalištu Šalata, što biva ujedno i prvi  Šalata Winter Classic.

## Posjećenost
Ulaskom u EBEL publika se vratila na tribine te podsjetila na zlatno doba kluba 1980-ih. Gotovo svaka utakmica u sezoni 2009./10. bila je rasprodana, što je dovelo i do podatka o povećanju ukupne gledanosti lige za čak 15 %. Na polovini sezone klub je zabilježio prosjek posjećenosti od 5733 gledatelja po utakmici, ukupno 86.000 gledatelja. Najbolji pokazatelj ovog uspjeha jest činjenica da je zagrebačku momčad gledalo više navijača nego hokejaše Jesenica, Linza i Red Bull Salzburga zajedno (76.786).
Rekordnu gledanost u smislu kapaciteta dvorane KHL Medveščak ostvario je nekoliko puta u prvom dijelu sezone. Vodstvo kluba organiziralo je promotivnu akciju "Tjedan hokeja u Zagrebu" ponudivši navijačima gledanje triju utakmica po cijeni dviju. Akcija je vrijedila za utakmice protiv Villachera, KAC-a i Graz 99ersa (27. i 30. listopada i 1. studenog 2009.). Svaka od utakmica zabilježila je posjećenost od 7000 gledatelja.
Kako je sezona odmicala potražnja je premašivala ponudu, pa mnogi nisu mogli ni doći do ulaznica. Na kraju regularnog dijela sezone klub je zabilježio posjećenost od 157.750 gledatelja, a što je vodstvo EBEL-a i obznanilo u svom godišnjem izvješću. U doigravanju klub je odigrao pet utakmica na domaćem ledu te zabilježio posjećenost od 33.100 gledatelja. U dva navrata klub je zabilježio i posjećenost koja je nadmašivala sam kapacitet dvorane. Naime, 4. ožujka 2010. godine, na posljednjoj četvrtfinalnoj utakmici protiv Graz 99ersa, klub je ostvario posjećenost od 7500 gledatelja te srušio vlastiti rekord iz regularne sezone. Na kraju sezone brojke ukazuju da je ostvarena posjećenost od 190.850 gledatelja.

### Statistika posjećenosti
Ažurirano 20. veljače 2010.

| Statistika posjećenosti | Statistika posjećenosti | Statistika posjećenosti | Statistika posjećenosti |
| Sezona                  | Regularna sezona        | Doigravanje             | Ukupno                  |
| ----------------------- | ----------------------- | ----------------------- | ----------------------- |
| 2009./10.               | 157 750                 | 33 100                  | 190 850                 |
| 2010./11.               | 212 800                 | 13 000                  | 225 800                 |
| ukupno                  | 370 550                 | 46 100                  | 416 650                 |

## Navijači
Sektor B je naziv navijačke skupine KHL Medveščak, osnovane 12. siječnja 2005. godine, a od siječnja 2010. godine i službeno registrirane kao udruga navijača. Na domaćim utakmicama skupina je bila smještena upravo u sektoru B na zapadnoj strani dvorane. Himnu Medveščaka skladao je Dalibor Paulik, tekst napisao Mario Vukelić, a otpjevao Branko Blaće.
Također su prepoznatljivi po transparentima “Zig Zag Medveščak,” “Sektor B” i “Uvijek s vama, uvijek vjerni - Sektor B”.

## Klupske boje, logotip i dresovi
Standarna plava te tamnoplava boja temeljne su klupske boje koje su inače i boje grada Zagreba te se na taj način odražava pripadnost. Osim njih još su prisutne žuta i bijela.
Logotip KHL Medveščaka je tamnoplavi krug s nazivom kluba i slikom medvjeda. Prisutne su razne varijacije logotipa, ali najčešće razlike su nijanse plave boje te smještaj boja u krugu. Najbolji primjer navedenog može se vidjeti na domaćem dresu za sezonu 2009./10.  
Alternativi logotip KHL Medveščaka je medvjeđa šapa, nekad se nalazila na domaćem i gostujućem dresu ispod ramena. Šapa je tamnoplave boje, omeđena žutom i bijelom.
Domaći dresovi za sezonu 2012./13. bili su standardne plave boje.
Gostujući dresovi za sezonu 2012./13. su bijele boje. Sve ostale pojedinosti bile su istovjetne domaćem dresu, izuzev logotipa kluba u sredini prednjeg dijela dresa koji je bio u svom standardnom obliku.

## Sezone, rekordi, omjeri
Najviše utakmica: 202   Andy Sertich
Najviše golova: 56   Ryan Kinasewich
Najviše asistencija: 92   Joel Prpic
Najviše bodova: 128 (36+92)   Joel Prpic
Najviše kazni: 441   Joel Prpic
Golman s najviše pobjeda: 68  Robert Kristan
Najviše utakmica bez primljenog gola: 10  Robert Kristan
- Statistike se odnose isključivo na EBEL ligu. Statistika sadrži podatke iz regularne sezone i playoffa.

#### Regularne sezone
Ažurirano 10. srpnja 2011.

Bilješka: Svi podatci odnose se isključivo na regularni dio sezona. (EBEL)

| Rekordi i prekretnice                       | Rekordi i prekretnice | Rekordi i prekretnice |
| ------------------------------------------- | --- | --------------------- |
| Najviša posjećenost                         | 7000 (4 utakmice: 27. listopada 2009. protiv Villacher SV-a, 30 listopada protiv KAC-a, 1. studenog protiv Grazz 99ersa, 13. prosinca protiv Acroni Jesenica) – sezona 2009./10. |                       |
| Najniža posjećenost                         | 4500 (16. listopada 2009. protiv EHC LIWEST Black Wingsa) – sezona 2009./10. |                       |
| Prosjek posjećenosti                        | 5942 (25 utakmica) – sezona 2009./10. |                       |
| Najduži niz maks. posjećenosti              | 3 utakmice (27. listopada 2009. protiv Villacher SV-a, 30 listopada 2009. protiv KAC-a, 1. studenog 2009. protiv Grazz 99ersa) – sezona 2009./10.                                |                       |
| Najveća pobjeda                             | 9 - 0 (8. listopada 2010. protiv EHC LIWEST Black Wings Linza) – sezona 2010./11.                                                                                                |                       |
| Najveća pobjeda doma                        | 9 - 0 (8. listopada 2010. protiv EHC LIWEST Black Wings Linza) – sezona 2010./11.                                                                                                |                       |
| Najveća pobjeda u gostima                   | 7 - 2 (5. veljače 2009. protiv Tilia Olimpije) – sezona 2009./10. |                       |
| Najveći poraz                               | 7 - 0 (u gostima, 25. rujna 2009. protv KAC-a) – sezona 2009./10. |                       |
| Najveći poraz doma                          | 2 - 5 (12. rujna 2010. protiv Red Bull Salzburga) i 2 - 6 (23. siječnja 2011. protiv Vienna Capitalsa) – sezona 2010./11.                                                        |                       |
| Najveći poraz u gostima                     | 7 - 0 (25. rujna 2009. protv KAC-a) – sezona 2009./10. |                       |
| Utakmica s najviše golova                   | 9 - 3 (poraz u gostima, 13. listopada 2009. protiv Red Bull Salzburga) – sezona 2009./10.                                                                                        |                       |
| Najviše pobjeda u nizu                      | 3 (20. – 27. studenog 2009.) – sezona 2009./10. |                       |
| Najviše pobjeda u nizu (s PR i RSP)         | 4 (8. – 17. siječnja 2010.) – sezona 2009./10. |                       |
| Najviše poraza u nizu                       | 4 (1. – 17. studenog 2009.) – sezona 2009./10. |                       |
| Najviše poraza u nizu (s PR i RSP)          | 7 (20. rujna - 6. listopada 2009.) – sezona 2009./10. |                       |
| Najviše golova                              | 24 - Mike Ouellette – sezona 2009./10. |                       |
| Najviše asistentcija                        | 39 - T.J. Guidarelli – sezona 2009./10. |                       |
| Najviše golova odluke                       | 5 - John Hećimović – sezona 2009./10. |                       |
| Najkorisniji igrač (bodovi)                 | 49 - T.J. Guidarelli – sezona 2009./10. |                       |
| Najbolji plus/minus                         | 10 - Jeff Heerema – sezona 2009./10. |                       |
| Najviše kaznenih minuta                     | 181 - Conrad Martin – sezona 2009./10. |                       |
| Najviše golova u utakmici                   | 3 - Aaron Fox (doma, 13. prosinca 2009. protiv Acroni Jesenica), Alan Letang (u gostima, 22. prosinca 2009. protiv Tilia Olimpije) – sezona 2009./10.                            |                       |
| Najviše asistencija u utakmici              | 4 - Joel Prpic (u gostima, 5. veljače 2010. protiv Tilia Olimpije) – sezona 2009./10.                                                                                            |                       |
| Najviše bodova u utakmici                   | 5 - Aaron Fox (doma, 13. prosinca 2009. protiv Acroni Jesenica) – sezona 2009./10.                                                                                               |                       |
| Najviše kaznenih minuta u utakmici          | 29 - Joel Prpic (doma, 31. siječnja 2010. protiv Vienna Capitalsa) – sezona 2009./10.                                                                                            |                       |
| Najviše kaznenih minuta u utakmici (momčad) | 112 (u gostima, 25. rujna 2009. protiv KAC-a) – sezona 2009./10. |                       |
| Najmlađi igrač                              | Igor Lazić, 17 godina – sezona 2009./10. |                       |
| Najstariji igrač                            | Brad Smyth, 36 godina – sezona 2009./10. |                       |
| Prosjek godina momčadi                      | 27 – sezona 2009./10. |                       |
| Najniži igrač                               | Sašo Rajsar - 1,78 m – sezona 2009./10. |                       |
| Najviši igrač                               | Joel Prpic - 2,02 m – sezona 2009./10. |                       |
| Najlakši igrač                              | Igor Lazić, Mislav Blagus - 75 kg – sezona 2009./10. |                       |
| Najteži igrač                               | Joel Prpic - 97 kg – sezona 2009./10. |                       |

### Vodeći igrači
Ažurirano 20. veljače 2010.

Bilješka: OU = odigrane utakmice, G = gol, A = asistencija, Bod = bodovi, B/U = bodovi po utakmici.

Statistika se odnosi na učinke u regularnom dijelu sezone (EBEL).
| Igrač            | OU | G  | A  | Bod | B/U  |
| ---------------- | -- | -- | -- | --- | ---- |
| T. J. Guidarelli | 52 | 10 | 39 | 49  | 0.94 |
| Mike Ouellette   | 52 | 24 | 24 | 48  | 0.92 |
| Joel Prpic       | 54 | 15 | 28 | 43  | 0.80 |
| Aaron Fox        | 52 | 15 | 28 | 43  | 0.83 |
| John Hećimović   | 49 | 20 | 19 | 39  | 0.80 |
| Brad Smyth       | 44 | 18 | 19 | 37  | 0.84 |
| Andy Sertich     | 54 | 8  | 26 | 34  | 0.63 |
| Alan Letang      | 50 | 10 | 19 | 29  | 0.58 |
| Jeff Heerema     | 28 | 7  | 17 | 24  | 0.86 |
| Robby Sandrock   | 30 | 8  | 15 | 23  | 0.77 |

### Omjeri
Ažurirano 20. veljače 2010.

Podaci se odnose samo na učinak u međusobnim susretima s ligaškim (EBEL) protivnicima kroz sezone.

### Ukupni omjeri
| Klub                   | OU | P | I | PPR | IPR | PRSP | IRSP | P%    | G+ | G- | GR  | PG+PU | PG-PU | Bod |
| ---------------------- | -- | - | - | --- | --- | ---- | ---- | ----- | -- | -- | --- | ----- | ----- | --- |
| Graz 99ers             | 6  | 2 | 1 | 0   | 2   | 0    | 1    | 33.33 | 16 | 17 | -1  | 2.67  | 2.83  | 7   |
| EC KAC                 | 6  | 3 | 3 | 0   | 0   | 0    | 0    | 50.00 | 14 | 19 | -5  | 2.33  | 3.16  | 6   |
| EHC LIWEST Black Wings | 6  | 1 | 2 | 1   | 0   | 2    | 0    | 66.67 | 21 | 20 | 1   | 3.50  | 3.33  | 8   |
| EC Red Bull Salzburg   | 6  | 0 | 4 | 1   | 1   | 0    | 0    | 16.66 | 15 | 24 | -9  | 2.50  | 4.00  | 3   |
| Vienna Capitals        | 6  | 1 | 4 | 0   | 0   | 1    | 0    | 33.33 | 13 | 26 | -13 | 2.16  | 4.33  | 4   |
| EC VSV                 | 6  | 1 | 3 | 0   | 1   | 0    | 1    | 16.66 | 16 | 23 | -7  | 2.66  | 3.83  | 4   |
| Alba Volán             | 6  | 1 | 3 | 1   | 1   | 0    | 0    | 33.33 | 19 | 23 | -4  | 3.17  | 3.83  | 5   |
| HK Acroni Jesenice     | 6  | 3 | 1 | 2   | 0   | 0    | 0    | 83.33 | 26 | 18 | 8   | 4.33  | 3.00  | 10  |
| HDD Tilia Olimpija     | 6  | 4 | 1 | 0   | 0   | 1    | 0    | 83.33 | 20 | 11 | 9   | 3.33  | 1.83  | 10  |

### Domaći omjeri
| Klub                   | OU | P | I | PPR | IPR | PRSP | IRSP | P%     | G+ | G- | GR | PG+PU | PG-PU | Bod |
| ---------------------- | -- | - | - | --- | --- | ---- | ---- | ------ | -- | -- | -- | ----- | ----- | --- |
| Graz 99ers             | 3  | 0 | 1 | 0   | 1   | 0    | 1    | 0.00   | 6  | 9  | -3 | 2.00  | 3.00  | 2   |
| EC KAC                 | 3  | 3 | 0 | 0   | 0   | 0    | 0    | 100.00 | 12 | 5  | 7  | 4.00  | 1.66  | 6   |
| EHC LIWEST Black Wings | 3  | 1 | 1 | 0   | 0   | 1    | 0    | 66.67  | 12 | 11 | 1  | 4.00  | 3.66  | 4   |
| EC Red Bull Salzburg   | 3  | 0 | 1 | 1   | 1   | 0    | 0    | 33.33  | 8  | 10 | -2 | 2.66  | 3.33  | 3   |
| Vienna Capitals        | 3  | 1 | 1 | 0   | 0   | 1    | 0    | 66.67  | 10 | 10 | 0  | 3.33  | 3.33  | 4   |
| EC VSV                 | 3  | 0 | 2 | 0   | 0   | 0    | 1    | 0.00   | 8  | 11 | -3 | 2.67  | 3.67  | 1   |
| Alba Volán             | 3  | 1 | 1 | 1   | 0   | 0    | 0    | 66.67  | 11 | 8  | 3  | 3.67  | 2.67  | 4   |
| HK Acroni Jesenice     | 3  | 1 | 0 | 2   | 0   | 0    | 0    | 100.00 | 19 | 12 | 7  | 6.33  | 4.00  | 6   |
| HDD Tilia Olimpija     | 3  | 2 | 1 | 0   | 0   | 0    | 0    | 66.67  | 5  | 5  | 0  | 1.67  | 1.67  | 4   |

### Gostujući omjeri
| Klub                   | OU | P | I | PPR | IPR | PRSP | IRSP | P%     | G+ | G- | GR  | PG+PU | PG-PU | Bod |
| ---------------------- | -- | - | - | --- | --- | ---- | ---- | ------ | -- | -- | --- | ----- | ----- | --- |
| Graz 99ers             | 3  | 2 | 0 | 0   | 1   | 0    | 0    | 66.67  | 10 | 8  | 2   | 3.33  | 2.67  | 5   |
| EC KAC                 | 3  | 0 | 3 | 0   | 0   | 0    | 0    | 0.00   | 2  | 14 | -12 | 0.67  | 4.67  | 0   |
| EHC LIWEST Black Wings | 3  | 0 | 1 | 1   | 0   | 1    | 0    | 66.67  | 9  | 9  | 0   | 3.00  | 3.00  | 4   |
| EC Red Bull Salzburg   | 3  | 0 | 3 | 0   | 0   | 0    | 0    | 0.00   | 7  | 14 | -7  | 2.33  | 4.67  | 0   |
| Vienna Capitals        | 3  | 0 | 3 | 0   | 0   | 0    | 0    | 0.00   | 3  | 16 | -13 | 1.00  | 5.33  | 0   |
| EC VSV                 | 3  | 1 | 1 | 0   | 1   | 0    | 0    | 33.33  | 8  | 12 | -4  | 2.66  | 4.00  | 3   |
| Alba Volán             | 3  | 0 | 2 | 0   | 1   | 0    | 0    | 0.00   | 8  | 15 | -7  | 2.67  | 5.00  | 1   |
| HK Acroni Jesenice     | 3  | 2 | 1 | 0   | 0   | 0    | 0    | 66.67  | 7  | 6  | 1   | 2.33  | 2.00  | 4   |
| HDD Tilia Olimpija     | 3  | 2 | 0 | 0   | 0   | 1    | 0    | 100.00 | 15 | 6  | 9   | 5.00  | 2.00  | 6   |

## Mediji
Popraćenost KHL Medveščaka u EBEL-u i KHL-u rađena je programima HRT i Sport Klub. U ostalim medijima KHL Medveščak dobiva pristojnu pozornost. Internetski portal Sportnet s klubom surađuje u smislu vlastite E-trgovine.
Povratak popularnosti hokeja u Zagreb, priču o KHL Medveščaku i njegovom ulasku u prestižnu austrijsku hokejašku ligu popratili su i brojni inozemni mediji. Najupečatljiviji su bili američki Wall Street Journal i službeni portal NHL-a.

## Trofeji
| Jugoslavensko prvenstvo: | 1988./89., 1989./90. i 1990./91. |
| Jugoslavenski kup:       | 1987./88., 1988./89., 1989./90. i 1990./91. |
| Prvenstvo Hrvatske:      | 1994./95., 1996./97., 1997./98., 1998./99., 1999./00., 2000./01., 2001./02., 2002./03., 2003./04., 2004./05., 2005/06., 2006./07., 2008./09., 2009./10., 2010./11., 2011./12., 2012./13., 2013./14., 2014./15. |

## Ligaški pregled po sezonama
| Sezona     | Liga                    | Pozicija u ligaškom dijelu | Doigravanje         | Napomene                                      |
| ---------- | ----------------------- | -------------------------- | ------------------- | --------------------------------------------- |
| 1961./62.  | Jugoslavensko prvenstvo | 6./7                       |                     | sudjelovali u B grupi prvenstva               |
| 1962./63.  | Jugoslavensko prvenstvo | 8./8                       |                     |                                               |
| 1963./64   | Jugoslavensko prvenstvo | 3./8                       |                     |                                               |
| 1964./65.  | Jugoslavensko prvenstvo | 5./8                       |                     |                                               |
| 1965./66.  | Jugoslavensko prvenstvo | 2./8                       |                     | liga igrana u dva dijela                      |
| 1966./67.  | Jugoslavensko prvenstvo | 3./8                       |                     |                                               |
| 1967./68.  | Jugoslavensko prvenstvo | 2./8                       |                     |                                               |
| 1968./69.  | Jugoslavensko prvenstvo | 2./8                       |                     |                                               |
| 1969./70.  | Jugoslavensko prvenstvo | 3./6                       |                     |                                               |
| 1970./71.  | Jugoslavensko prvenstvo | 3./12                      |                     | liga igrana u dvije faze završili u A grupi   |
| 1971./72.  | Jugoslavensko prvenstvo | 3./11                      |                     | igrali u A grupi prvenstva                    |
| 1972./73.  | Jugoslavensko prvenstvo | 3./8                       |                     | igrali u A grupi prvenstva                    |
| 1973./74.  | Jugoslavensko prvenstvo | 3./14                      |                     | igrali u A grupi prvenstva                    |
| 1974./75.  | Jugoslavensko prvenstvo | 3./14                      |                     | igrali u A1 grupi prvenstva                   |
| 1975./76.  | Jugoslavensko prvenstvo | 3./13                      |                     | igrali u A grupi prvenstva                    |
| 1976./77.  | Jugoslavensko prvenstvo | 3./14                      |                     | igrali u A grupi prvenstva                    |
| 1977./78.  | Jugoslavensko prvenstvo | 3./4                       |                     |                                               |
| 1978./79.  | Jugoslavensko prvenstvo | 4./6                       |                     |                                               |
| 1979./80.  | Jugoslavensko prvenstvo | 4./8                       |                     | liga igrana u dva dijela                      |
| 1980./81.  | Jugoslavensko prvenstvo | 6./8                       |                     |                                               |
| 1981./82.  | Jugoslavensko prvenstvo | 5./8                       |                     |                                               |
| 1982./83.  | Jugoslavensko prvenstvo | 3./7                       |                     | liga igrana u dva dijela                      |
| 1983./84.  | Jugoslavensko prvenstvo | 4./8                       |                     | liga igrana u dva dijela                      |
| 1984./85.  | Jugoslavensko prvenstvo | 8./8.                      |                     | liga igrana u dva dijela Medveščak ispao      |
| 1985./86.  | Jugoslavensko prvenstvo | 6./10                      |                     | liga igrana u dva dijela                      |
| 1986./87.  | Jugoslavensko prvenstvo | 7./9.                      |                     |                                               |
| 1987./88.  | Jugoslavensko prvenstvo | 4./10                      |                     |                                               |
| 1988./89.  | Jugoslavensko prvenstvo | 1./6                       |                     |                                               |
| 1989./90.  | Jugoslavensko prvenstvo | 1./6                       |                     |                                               |
| 1990./91.  | Jugoslavensko prvenstvo | 1./10                      |                     |                                               |
| 1991./92.  | Hrvatsko prvenstvo      | 2./3                       |                     |                                               |
| 1992./93.  | Hrvatsko prvenstvo      | 3./4                       | 3.                  |                                               |
| 1993./94.  | Hrvatsko prvenstvo      | 2./4                       | doprvak             |                                               |
| 1994./95.  | Hrvatsko prvenstvo      | 2./4                       | prvak               |                                               |
| 1995./96.  | Hrvatsko prvenstvo      | 3./4                       | 3.                  |                                               |
| 1996./97.  | Hrvatsko prvenstvo      | 1./4                       | prvak               |                                               |
| 1997./98.  | Karpatska liga          | 7./8                       |                     | A grupa                                       |
| 1997./98.  | Hrvatsko prvenstvo      | 1./4                       | prvak               |                                               |
| 1998./99.  | Hrvatsko prvenstvo      | 1./4                       | prvak               |                                               |
| 1999./2000 | Hrvatsko prvenstvo      | 1./4                       | prvak               |                                               |
| 2000./01.  | Interliga               | 6./9                       | 6.                  |                                               |
| 2000./01.  | Hrvatsko prvenstvo      | 1./4                       | prvak               |                                               |
| 2001./02   | Interliga               | 8./8                       | 8.                  |                                               |
| 2001./02   | Hrvatsko prvenstvo      | 1./4                       | prvak               |                                               |
| 2002./03.  | Interliga               | 7./9                       | 7.                  |                                               |
| 2002./03.  | Hrvatsko prvenstvo      | 1./3                       | prvak               |                                               |
| 2003./04.  | Interliga               | 7./9                       | četvrtfinale        |                                               |
| 2003./04.  | Panonska liga           | 6./6                       |                     | Medveščak II                                  |
| 2003./04.  | Hrvatsko prvenstvo      |                            | prvak               |                                               |
| 2004./05.  | Interliga               | 6./6                       | polufinale          |                                               |
| 2004./05.  | Hrvatsko prvenstvo      | 1./5                       | prvak               | igrane dvije ligaške faze                     |
| 2004./05.  | Hrvatsko prvenstvo      | 4./5                       | 4.                  | Medveščak II igrane dvije ligaške faze        |
| 2005./06.  | Interliga               | 7./7.                      | četvrtfinale        |                                               |
| 2005./06.  | Hrvatsko prvenstvo      | 1./4                       | prvak               |                                               |
| 2006./07.  | Interliga               | 5./5                       | 5.                  |                                               |
| 2006./07.  | Hrvatsko prvenstvo      | 1./4                       |                     | igrane tri ligaške faze                       |
| 2007./08.  | Slovensko prvenstvo     | 2./8                       |                     | bez prava nastupa u doigravanju               |
| 2007./08.  | Hrvatsko prvenstvo      | 1./3                       | doprvak             |                                               |
| 2008./09.  | Slovensko prvenstvo     | 1./10                      | polufinale          |                                               |
| 2008./09.  | Hrvatsko prvenstvo      | 1./3                       | prvak               |                                               |
| 2009./10.  | EBEL                    | 8./10                      | polufinale          |                                               |
| 2009./10.  | Slohokej                | 7./10                      | četvrtfinale        | Medveščak II                                  |
| 2009./10.  | Hrvatsko prvenstvo      | 1./4                       | prvak               | Medveščak II                                  |
| 2010./11.  | EBEL                    | 8./10                      | četvrtfinale        |                                               |
| 2010./11.  | Hrvatsko prvenstvo      | 2./4                       | prvak               | Medveščak II                                  |
| 2011./12.  | EBEL                    | 2./11                      | polufinale          | igrane dvije ligaške faze                     |
| 2011./12.  | Hrvatsko prvenstvo      | 2./4                       | prvak               | Medveščak II                                  |
| 2012./13.  | EBEL                    | 4./12                      | četvrtfinale        | igrane dvije ligaške faze                     |
| 2012./13.  | Hrvatsko prvenstvo      | 1./5                       | prvak               | Medveščak II igrane dvije ligaške faze        |
| 2013./14.  | KHL                     | 11./28                     | četvrtfinale Zapada | igrano u dvije konferencije i četiri divizije |
| 2013./14.  | Hrvatsko prvenstvo      | 3./4                       |                     | Medveščak II                                  |

| Izvori za ligaški pregled           | Izvori za ligaški pregled                                                             | Izvori za ligaški pregled            | Izvori za ligaški pregled               | Izvori za ligaški pregled                                                                                     |
| ----------------------------------- | ------------------------------------------------------------------------------------- | ------------------------------------ | --------------------------------------- | --- |
| passionhockey.com, arhive sezona    | hekej.snt.cz Arhivirana inačica izvorne stranice od 8. ožujka 2010. (Wayback Machine) | de.wikipedia, EBEL (Austrijska liga) | de.wikipedia, Prvenstvo Hrvatske        | de.wikipedia, Prvenstvo Jugoslavije Arhivirana inačica izvorne stranice od 16. lipnja 2015. (Wayback Machine) |
| en.wikipedia, Prvenstvo Jugoslavije | sl.wikipedia, Prvenstvo Jugoslavije                                                   | de.wikipedia, Slovensko prvenstvo    | sl.wikipedia, Slovensko prvenstvo       | de.wikipedia, Interliga                                                                                       |
| de.wikipedia, Slohokej liga         | de.wikipedia, Panonska liga                                                           | de.wikipedia, Karpatska liga         | hr.hockey, arhiv sezona, wayback arhiva | Enciklopedija fizičke kulture 2, Jugoslavenski leksikografski zavod, Zagreb, 1977.                            |

## Poznati igrači i treneri
| - Zdenko Crnković - Miroslav Gojanović - Boris Renaud - Igor Zajec - Krešimir Pavičić - / Viliam Chovanec - / Ivo Ratej - / Ryan Kinasewich - Jim Allison - Mike Coflin | - Phillippe DeRouville - Steve Gatzos - / Ransom Drčar - Mihail Anfjorov - Vjačeslav Anisin - Sergej Borisov - Anatolij Kostrjukov | - Viktor Krutov - Sergej Paramonov - Sergej Stolbun - Vladimir Šćurjenko - Peter Šlamiar - Igor Beribak - Ignac Kavec | - Blaž Lomovšek - Domine Lomovšek - Boris Pajič - Murajica Pajič - Matijaž Sekelj - Anže Ulčar - Bojan Zajc |

## Vanjske poveznice
|  | Zajednički poslužitelj ima još gradiva o temi KHL Medveščak Zagreb |

- Službene stranice
- Medveščak na Elite Prospects
- Udruga navijača KHL Medveščak - Sektor B  Arhivirana inačica izvorne stranice od 19. veljače 2010. (Wayback Machine)